# Францишково (Мазовецьке воєводство)
Францишково (пол. Franciszkowo) — село в Польщі, у гміні Журомін Журомінського повіту Мазовецького воєводства.
Населення — 162 особи (2011).
У 1975-1998 роках село належало до Цехановського воєводства.

## Демографія
Демографічна структура станом на 31 березня 2011 року:
|          | Загалом | Допрацездатний вік | Працездатний вік | Постпрацездатний вік |
| -------- | ------- | ------------------ | ---------------- | -------------------- |
| Чоловіки | 88      | 24                 | 54               | 10                   |
| Жінки    | 74      | 17                 | 36               | 21                   |
| Разом    | 162     | 41                 | 90               | 31                   |